# 神崎充
神崎 充（かんざき みつる、1954年4月25日 - ）は宮崎市在住の音楽家、ギタリスト、アレンジャー。エレクトリックギター、アコースティックギター演奏家。キーボード、ベース、宮崎市西村楽器ヤマハ講師。
ビートルズ、ベンチャーズに影響を受けギターをはじめる。
浜崎奈津子、石原有輝香などのアレンジプロデュースを行う。
2014年還暦ライブを行う。
宮崎大宮高等学校卒、血液型AB型。